# Національний біографічний словник
Національний біографічний словник (англ. Dictionary of National Biography, DNB) — стандартний довідковий посібник щодо відомих діячів британської історії, що публікується від 1885 року. Оновлений Оксфордський національний біографічний словник (англ. Oxford Dictionary of National Biography, ODNB), опублікований 23 вересня 2004 року в 60 томах, а також в інтернеті, містить 50 113 біографічних статей, що охоплюють 54 922 біографії.

## Перша серія
Сподіваючись повторити успіх національних біографічних збірок, виданих в інших країнах Європи, таких, як Allgemeine Deutsche Biographie (1875), 1882 року видавець Джордж Сміт (1824—1901) зі Сміт, Елдер і Ко запланував видання універсального словника, який містив би біографії людей зі всього світу. Він запропонував Леслі Стівену, на той час редактору журналу Cornhill Magazine, що належав Сміту, стати головним редактором довідника. Стівен переконав Сміта, що роботу слід зосередити лише на особах зі Сполученого Королівства та його нинішніх і колишніх колоній. Рання робоча назва було Biographia Britannica, повторюючи назву раннього довідкового видання XVIII століття.
Перший том «Національного біографічного словника» вийшов 1 січня 1885 року. У травні 1891 року Леслі Стівен подав у відставку, а Сідні Лі, який був його помічником від початку проєкту, змінив його на посаді головного редактора. Під керівництвом Стівена та Лі працювала команда редакторів та дослідників, яка поєднувала таланти журналістів-ветеранів та молодих учених, які вчилися писати словникові статті тоді, коли аспірантура з історичних досліджень у британських університетах лише зароджувалась. Хоча більшу частину словника написано власними силами, DNB також спирався на сили сторонніх авторів, серед яких було кілька відомих письменників та вчених кінця XIX століття. До 1900 року понад 700 осіб зробили свій внесок у роботу. Нові томи з'являлися щокварталу, точно за графіком, до середини літа 1900 року, коли серія завершилася на 63 томі.

## Доповнення та виправлення

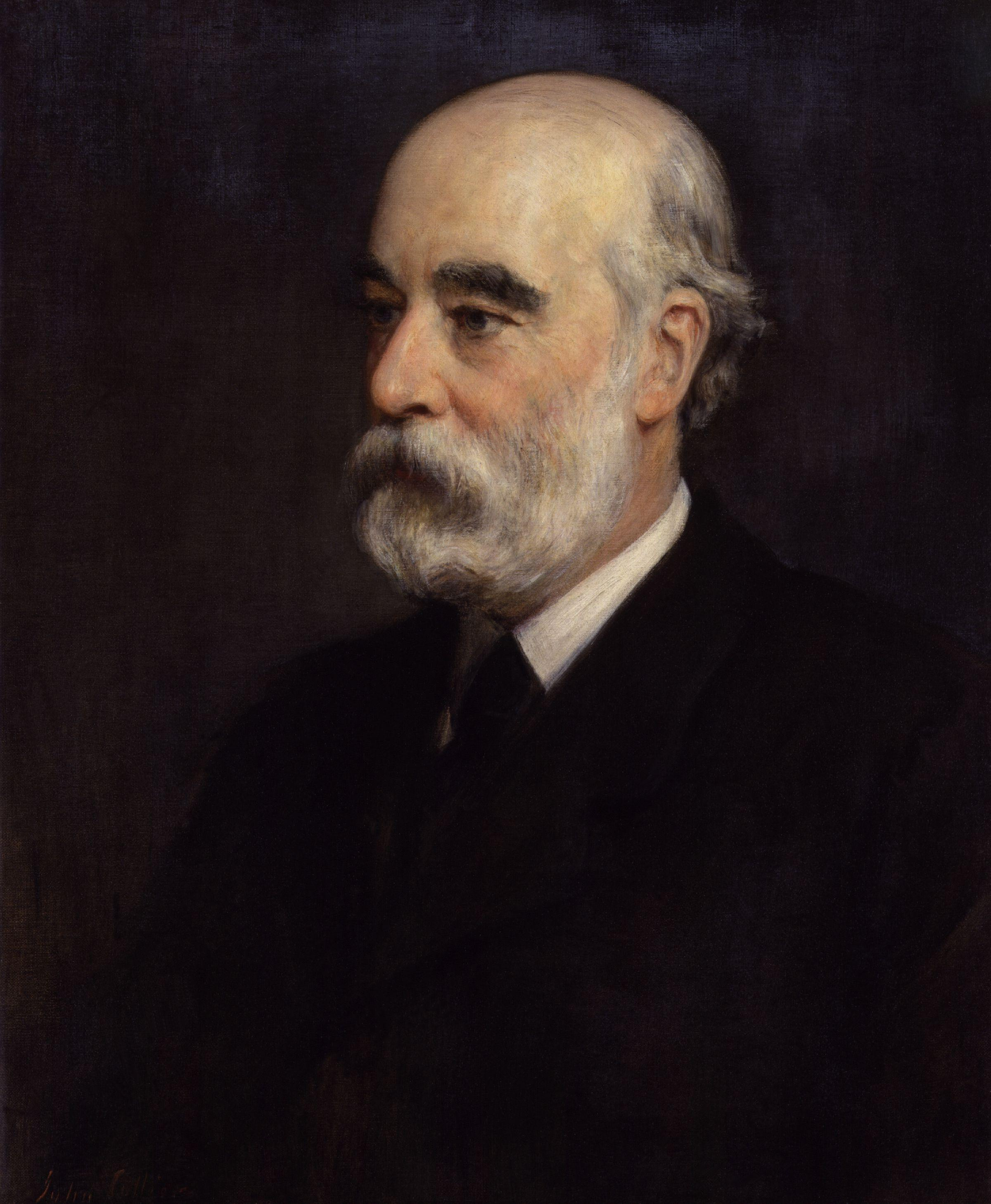
Джордж Мюррей Сміт задумав DNB, субсидував його та побачив надрукованим, перш ніж помер 1901 року

Оскільки словник включав лише біографії померлих людей, DNB невдовзі розширили випуском трьох додаткових томів, що охоплюють осіб, які померли між 1885 і 1900 роками або були пропущені в першому виданні. Доповнення довели словник до смерті королеви Вікторії 22 січня 1901 року. Внесено різні виправлення.
Після видання 1904 року тому з виправленням помилок словник перевидано з невеликими змінами в 22 томах у 1908 та 1909 роках; у підзаголовку говорилося, що він висвітлював британську історію «з ранніх часів до 1900 року». Як сказано в одинадцятому виданні Encyclopædia Britannica, словник «виявився неоціненним помічником у висвітленні приватних літописів британців», являючи собою не лише короткий життєпис відомих померлих, але й додаткові списки джерел, які були неоціненними для дослідників у період, коли лише декілька бібліотек та колекцій рукописів публікували каталоги чи покажчики, а випуск покажчиків на періодичну літературу лише розпочинався. Протягом усього двадцятого століття публікувалися додаткові томи, присвячені нещодавно померлим, як правило, з розбивкою за десятиліттями, починаючи від 1912 року, з додатком, за редакцією Лі, який охоплював тих, хто помер між 1901 і 1911 роками. 1917 року словник почав видаватися у видавництві Оксфордського університету. До 1996 року видавництво Оксфордського університету продовжувало додавати статті про померлих у ХХ столітті.
Доповнення, опубліковані між 1912 і 1996 роками, додали близько 6000 біографій людей, які померли у ХХ столітті, до 29 120 статей у 63 томах початкового DNB. 1993 року опубліковано том, що містить відсутні біографії; у ньому було 1000 біографій, відібраних із понад 100 000 запропонованих. Однак у цьому виданні не робилося спроби замінити будь-які вже існуючі статті, навіть якщо оригінальна робота була написана з погляду вікторіанської епохи та застаріла через зміни в історичних оцінках та відкриття нової інформації протягом XX століття. Через це словник ставав дедалі менш корисним як довідковий матеріал.
1966 року Лондонський університет опублікував том виправлень, зібраних із даних Вісника Інституту історичних досліджень.

## Короткий словник
Існували різні версії Короткого національного біографічного словника, який охоплював усі біографії з основної роботи, але зі значно коротшими статтями; у деяких було лише два рядки. Останнє видання в трьох томах охоплювало всіх померлих до 1986 року.

## Оксфордський національний біографічний словник

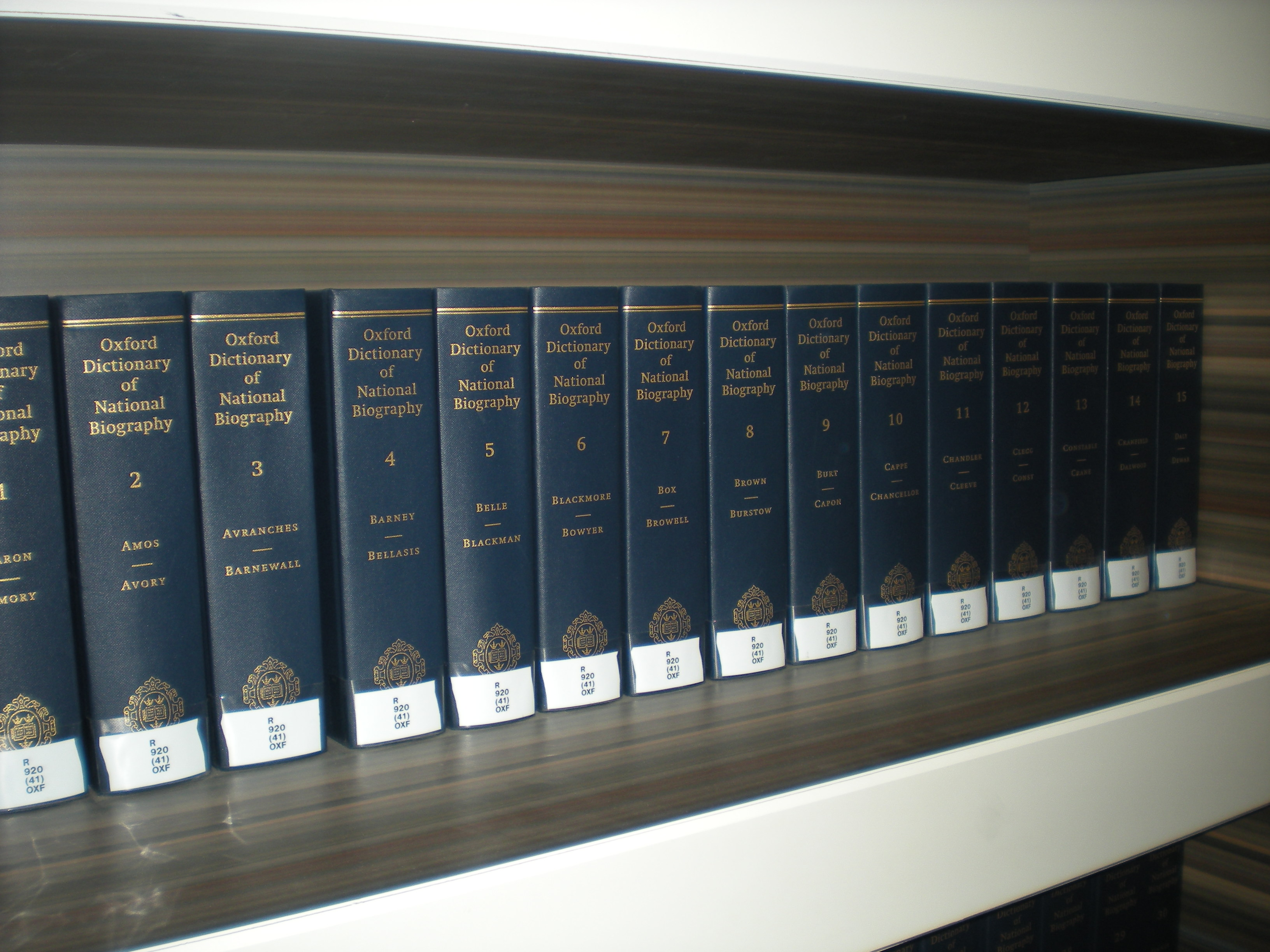
Томи Оксфордського національного біографічного словника

На початку 1990-х років видавництво Оксфордського університету зобов'язалося капітально переробити DNB. Робота над тим, що було відомо до 2001 року як Новий національний біографічний словник, або Новий DNB, почалася 1992 року за редакцією Коліна Метью, професора сучасної історії в Оксфордському університеті. Метью вирішив, що жодну статтю зі старого словника не буде виключено, хоч би якою незначною вона здавалася б людині кінця XX століття; що незначна частина коротких статей із початкового словника залишиться в новій версії у переробленій формі, але більшість буде переписано; і що буде додано приблизно 14 000 нових статей. Пропозиції щодо нових статей збирали за допомогою опитувань, розміщених у бібліотеках та університетах, і протягом 1990-х років їх оцінювали редактор, 12 зовнішніх консультантів-редакторів та кілька сотень молодших редакторів та штатних співробітників. Оцифрувала DNB компанія Alliance Photosetting Company в Пондішеррі, Індія.
Новий словник мав охоплювати британську історію «в широкому значенні» (включаючи, наприклад, статті щодо Римської Британії, Сполучених Штатів Америки до їх незалежності та колишніх колоній Великої Британії, за умови, що вони були функціонально частиною Імперії, а не «культурою корінних народів», як зазначено у вступі), аж до 31 грудня 2000 року. Дослідницький проєкт задумано як спільний, штат співробітників координував роботу майже 10 000 учасників на міжнародному рівні. Підхід залишався вибірковим — не було, наприклад, наміру включити всіх членів парламенту, але робилися спроби включити значних, впливових чи скандально відомих діячів із усього спектру життя Британії та її колишніх колоній, іноді жертвуючи рішеннями редакторів кінця XIX століття на користь інтересів дослідників кінця XX століття, сподіваючись на те, що «дві епохи у співпраці зможуть створити щось корисніше для майбутнього, ніж кожна з них сама по собі», але визнаючи також, що остаточного правильного вибору досягти неможливо.
Відданість Метью оцифрованому ODNB включала те, що Крістофер Уоррен назвав «інтернаціоналізмом даних». В есе 1996 року Метью передбачив: «Хто може сумніватися в тому, що протягом наступного століття, коли окремі нації в Європі поступляться місцем Європейському Союзу, національні довідкові роботи, принаймні в Європі, зроблять те саме… Комп'ютери об'єднують каталоги національних бібліотек до одного всесвітнього каталогу; впевнений, що впродовж наступних п'ятдесяти років ми побачимо поступове злиття наших розрізнених національних біографічних словників. Наші користувачі не пробачать нам, якщо ми цього не робимо!».
Після смерті Метью в жовтні 1999 року, у січні 2000 року головним редактором став інший оксфордський історик, професор Браян Гаррісон. Новий словник, тепер відомий як Оксфордський національний біографічний словник (або ODNB), опубліковано 23 вересня 2004 року в 60 томах у друкованому вигляді за ціною 7500 фунтів стерлінгів, та в онлайн-виданні для передплатників. Більшість британців, які мають бібліотечну картку, можуть безкоштовно отримати до нього доступ онлайн. У наступні роки друковане видання можна було придбати за значно нижчою ціною. На момент публікації у випуску 2004 року було 50 113 біографічних статей, що охоплюють 54 922 персони, включаючи всі записи, що були в старому DNB. (Старі записи DNB на ці теми доступні окремо за посиланням на «Архів DNB» — багато з числа довших записів, як і раніше, високо цінуються). В Оксфорді невеликий постійний персонал оновлює та розширює онлайн-видання. У жовтні 2004 року Гаррісона змінив інший оксфордський історик, доктор Лоуренс Ґолдман. Перше онлайн-оновлення опубліковано 4 січня 2005 року, зокрема, біографії людей, які померли 2001 року. Наступне оновлення, що включає біографії всіх періодів, відбулося 23 травня 2005 року і ще одне 6 жовтня 2005 року. Нові статті про померлих 2002 року додано до онлайн-словника 5 січня 2006 року; надалі нові випуски виходили в травні та жовтні. ODNB також включає кілька нових біографій людей, які померли до того, як DNB було опубліковано і які не були включені в початковий DNB, тому що стали відомі вже після опублікування DNB завдяки роботам пізніших істориків, наприклад, біографія Вільяма Ейра (1634—1675).
Онлайн-версія має механізм розширеного пошуку, що дозволяє здійснювати пошук людей за галуззю, релігією та за «Місцями, датами, подіями». Для цього використовують електронний каталог, який не можна переглянути безпосередньо.
Реакція на новий словник була переважно позитивною, але протягом кількох місяців після публікації в деяких британських газетах і періодичних виданнях періодично виникала критика словника за фактичні неточності. Проте кількість критикованих статей була невеликою — лише 23 з 50 113 статей, опублікованих у вересні 2004 року, що призвело до менш ніж 100 суттєвих правок. Ці та інші запити, отримані з моменту публікації, розглядаються як частина поточної програми оцінки пропонованих виправлень або доповнень до існуючих тематичних статей, які після затвердження можуть бути включені до онлайн-видання словника. 2005 року Американська бібліотечна асоціація нагородила Оксфордський національний біографічний словник своєю престижною нагородою — Дартмутською медаллю. Загальний огляд словника опубліковано 2007 року.
У жовтні 2014 року головним редактором став сер Девід Кеннедайн.

## Зміст першого видання
| Том | Імена                   | Рік опублікування | Редактор    |
| --- | ----------------------- | ----------------- | ----------- |
| 1   | Abbadie — Anne          | 1885              | Стівен      |
| 2   | Annesley — Baird        | 1885              | Стівен      |
| 3   | Baker — Beadon          | 1885              | Стівен      |
| 4   | Beal — Biber            | 1885              | Стівен      |
| 5   | Bicheno — Bottisham     | 1886              | Стівен      |
| 6   | Bottomley — Browell     | 1886              | Стівен      |
| 7   | Brown — Burthogge       | 1886              | Стівен      |
| 8   | Burton — Cantwell       | 1886              | Стівен      |
| 9   | Canute — Chaloner       | 1887              | Стівен      |
| 10  | Chamber — Clarkson      | 1887              | Стівен      |
| 11  | Clater — Condell        | 1887              | Стівен      |
| 12  | Conder — Craigie        | 1887              | Стівен      |
| 13  | Craik — Damer           | 1888              | Стівен      |
| 14  | Damon — D'Eyncourt      | 1888              | Стівен      |
| 15  | Diamond — Drake         | 1888              | Стівен      |
| 16  | Drant — Edridge         | 1888              | Стівен      |
| 17  | Edward — Erskine        | 1889              | Стівен      |
| 18  | Esdale — Finan          | 1889              | Стівен      |
| 19  | Finch — Forman          | 1889              | Стівен      |
| 20  | Forrest — Garner        | 1889              | Стівен      |
| 21  | Garnett — Gloucester    | 1890              | Стівен      |
| 22  | Glover — Gravet         | 1890              | Стівен і Лі |
| 23  | Gray — Haighton         | 1890              | Стівен і Лі |
| 24  | Hailes — Harriott       | 1890              | Стівен і Лі |
| 25  | Harris — Henry I        | 1891              | Стівен і Лі |
| 26  | Henry II — Hindley      | 1891              | Стівен і Лі |
| 27  | Hindmarsh — Hovenden    | 1891              | Лі          |
| 28  | Howard — Inglethorpe    | 1891              | Лі          |
| 29  | Inglish — John          | 1892              | Лі          |
| 30  | Johnes — Kenneth        | 1892              | Лі          |
| 31  | Kennett — Lambart       | 1892              | Лі          |
| 32  | Lambe — Leigh           | 1892              | Лі          |
| 33  | Leighton — Lluelyn      | 1893              | Лі          |
| 34  | Llywd — MacCartney      | 1893              | Лі          |
| 35  | MacCarwell — Maltby     | 1893              | Лі          |
| 36  | Malthus — Mason         | 1893              | Лі          |
| 37  | Masquerier — Millyng    | 1894              | Лі          |
| 38  | Milman — More           | 1894              | Лі          |
| 39  | Morehead — Myles        | 1894              | Лі          |
| 40  | Myllar — Nicholls       | 1894              | Лі          |
| 41  | Nichols — O'Dugan       | 1895              | Лі          |
| 42  | O'Duinn — Owen          | 1895              | Лі          |
| 43  | Owens — Passelewe       | 1895              | Лі          |
| 44  | Paston — Percy          | 1895              | Лі          |
| 45  | Pereira — Pockrich      | 1896              | Лі          |
| 46  | Pocock — Puckering      | 1896              | Лі          |
| 47  | Puckle — Reidfurd       | 1896              | Лі          |
| 48  | Reilly — Robins         | 1896              | Лі          |
| 49  | Robinson — Russell      | 1897              | Лі          |
| 50  | Russen — Scobell        | 1897              | Лі          |
| 51  | Scoffin — Sheares       | 1897              | Лі          |
| 52  | Shearman — Smirke       | 1897              | Лі          |
| 53  | Smith — Stanger         | 1898              | Лі          |
| 54  | Stanhope — Stovin       | 1898              | Лі          |
| 55  | Stow — Taylor           | 1898              | Лі          |
| 56  | Teach — Tollet          | 1898              | Лі          |
| 57  | Tom — Tytler            | 1899              | Лі          |
| 58  | Ubaldini — Wakefield    | 1899              | Лі          |
| 59  | Wakeman — Watkins       | 1899              | Лі          |
| 60  | Watson — Whewell        | 1899              | Лі          |
| 61  | Whichcord — Williams    | 1900              | Лі          |
| 62  | Williamson — Worden     | 1900              | Лі          |
| 63  | Wordsworth — Zuylestein | 1900              | Лі          |